# Le Déserteur (film, 1939)
Pour les articles homonymes, voir Le Déserteur.
Pour plus de détails, voir Fiche technique et Distribution.
Le Déserteur (ou Je t'attendrai) est un film français de Léonide Moguy sorti en 1939.
Le titre d'origine a été jugé trop pessimiste par la censure de l'époque, et le film a été renommé Je t'attendrai.

## Synopsis
Pendant la Première Guerre mondiale, un train de militaires est immobilisé sur la voie, et Paul déserte pour quelques heures afin de rejoindre son village natal qui est tout proche.

## Fiche technique
- Titre : Le Déserteur
- Autre titre : Je t'attendrai
- Réalisation : Léonide Moguy
- Scénario : Marcel Achard, Jacques Companéez
- Photographie : Robert Lefebvre, André Germain
- Décor : Robert Gys
- Son : Marcel Courmes
- Musique : Henri Verdun, fragment symphonique d'Arthur Honegger
- Montage : Pierre de Hérain
- Photographe de plateau : Léo Mirkine
- Format : Son mono - Noir et blanc - 35 mm  - 1,37:1
- Genre : Film dramatique, Film de guerre
- Pays d’origine :  France
- Durée : 85 minutes
- Date de sortie : 18 mars 1939
- Affiche : Roger Rojac (France)

## Distribution
- Jean-Pierre Aumont : Paul Marchand
- Corinne Luchaire : Marie
- Édouard Delmont : M. Marchand, le père de Paul
- Berthe Bovy : Mme Marchand, la mère de Paul
- René Bergeron : Auguste
- Raymond Aimos : Sergent Lecœur, un poilu
- Roger Legris : Blaise, le domestique
- Roland Armontel : un soldat
- Georges Bever
- Marcel Pérès
- Albert Broquin
- Yves Deniaud
- Pierre Ferval
- Denise Kerny
- Georges Marceau